# Varoshi
Varoshi (albanska: Varoshi, serbiska: Varoš Selo) är en by i Kosovo. Den ligger i kommunen Ferizaj. Enligt den senaste folkräkningen år 2011 fanns det 2 483 invånare.

## Demografi
| Demografi    | 2011 |
| ------------ | ---- |
| albaner      | 2476 |
| turkar       | 1    |
| bosnier      | 3    |
| odeklarerade | 3    |